# Aleksandr Tchivadze
Aleksandr Gabrielis dze Tchivadze (en géorgien : ალექსანდრე გაბრიელის ძე ჩივაძე, en russe : Александр Гаврилович Чивадзе) (né le 8 avril 1955 à Karatchaïevsk) est un footballeur georgien (défenseur) et entraîneur qui a joué pour l'équipe d'URSS (46 sélections et 3 buts entre 1980 et 1987). 
Ce joueur de 1,82 m pour 77 kg, reconnaissable à sa moustache, était le libéro de l'équipe soviétique lors du Mundial 1982 en Espagne.
Aleksandr Tchivadze a passé toute sa carrière dans le même club, le FC Dinamo Tbilissi, de 1974 à 1987. C'est avec ce club qu'il remporta la coupe des coupes en 1981 et un championnat d'URSS en 1978.
Il porta à 46 reprises le maillot de l'URSS et a disputé la Coupe du monde 1982 et la Coupe du monde 1986.
Il fut élu meilleur footballeur d'URSS en 1980 par l'hebdomadaire "Football".
Après sa carrière de joueur Tchivadze est devenu entraîneur notamment de la sélection géorgienne de 1993 à 1997 et de 2001 à 2003.

## Statistiques
| Saison                | Club                  | Championnat           | Championnat | Championnat | Coupe(s) nationale(s) | Coupe(s) nationale(s) | Compétition(s) continentale(s) | Compétition(s) continentale(s) | Compétition(s) continentale(s) | Union soviétique | Union soviétique | Total | Total |
| Saison                | Club                  | Division              | M.          | B.          | M.                    | B.                    | Comp.                          | M.                             | B.                             | M.               | B.               | M.    | B.    |
| 1974                  | Dinamo Tbilissi       | D1                    | 1           | 0           | -                     | -                     | -                              | -                              | -                              | -                | -                | 1     | 0     |
| 1975                  | Dinamo Tbilissi       | D1                    | 1           | 0           | -                     | -                     | -                              | -                              | -                              | -                | -                | 1     | 0     |
| 1976                  | Dinamo Tbilissi       | D1                    | 26          | 2           | 4                     | 1                     | C2                             | 2                              | 0                              | -                | -                | 32    | 3     |
| 1977                  | Dinamo Tbilissi       | D1                    | 12          | 2           | -                     | -                     | C3                             | 5                              | 1                              | -                | -                | 17    | 3     |
| 1978                  | Dinamo Tbilissi       | D1                    | 26          | 0           | 5                     | 2                     | C3                             | 4                              | 0                              | -                | -                | 35    | 2     |
| 1979                  | Dinamo Tbilissi       | D1                    | 31          | 4           | 8                     | 1                     | C1                             | 4                              | 2                              | -                | -                | 43    | 7     |
| 1980                  | Dinamo Tbilissi       | D1                    | 31          | 5           | 9                     | 1                     | C2                             | 4                              | 1                              | 8                | 0                | 52    | 7     |
| 1981                  | Dinamo Tbilissi       | D1                    | 28          | 2           | 1                     | 0                     | C2+C2                          | 5+4                            | 1+0                            | 4                | 1                | 42    | 4     |
| 1982                  | Dinamo Tbilissi       | D1                    | 30          | 4           | 2                     | 0                     | C2+C3                          | 4+2                            | 0                              | 9                | 1                | 47    | 5     |
| 1983                  | Dinamo Tbilissi       | D1                    | 34          | 7           | 1                     | 0                     | -                              | -                              | -                              | 8                | 0                | 43    | 7     |
| 1984                  | Dinamo Tbilissi       | D1                    | 27          | 8           | -                     | -                     | -                              | -                              | -                              | 4                | 1                | 31    | 9     |
| 1985                  | Dinamo Tbilissi       | D1                    | 30          | 7           | 2                     | 0                     | -                              | -                              | -                              | 5                | 0                | 37    | 7     |
| 1986                  | Dinamo Tbilissi       | D1                    | 17          | 1           | 1                     | 0                     | -                              | -                              | -                              | 6                | 0                | 24    | 1     |
| 1987                  | Dinamo Tbilissi       | D1                    | 29          | 2           | 3                     | 0                     | C3                             | 6                              | 1                              | 2                | 0                | 40    | 3     |
| Total sur la carrière | Total sur la carrière | Total sur la carrière | 325         | 44          | 36                    | 5                     | -                              | 40                             | 6                              | 46               | 3                | 447   | 58    |

## Palmarès
Dinamo Tbilissi
- Champion d'Union soviétique en 1978.
- Vainqueur de la Coupe d'Union soviétique en 1976 et 1979.
- Vainqueur de la Coupe des vainqueurs de coupe en 1981.

 Union soviétique
- Médaillé de bronze aux Jeux olympiques d'étéde 1980.